# Coppa Italia di Serie A3 (pallacanestro)
La Coppa Italia di Serie A3 (fino al 2011 Coppa Italia di Serie B d'Eccellenza, nel 2012 Coppa Italia di Serie B) è stato il trofeo assegnato annualmente dalla LegA Basket Femminile al termine di un torneo ad eliminazione diretta, disputato tra squadre iscritte alla terza serie del campionato italiano di pallacanestro femminile.
La formula prevedeva la final eight, ovvero solo la fase finale tra le formazioni che avevano ottenuto i migliori risultati al termine del girone d'andata, con quarti, semifinali e finale. Si disputava annualmente in una sede unica. È stata vinta per due volte dalla Vassalli 2G Vigarano, nel 2010 e nel 2013.

## Albo d'oro
| Edizione | Sede              | Vincitore       | Finalista           | Risultato | MVP       |
| -------- | ----------------- | --------------- | ------------------- | --------- | --------- |
| 2009     | Vigarano Mainarda | Azzurra Orvieto | Virtus Spezia       | 54-44     | Bolognesi |
| 2010     | Campobasso        | Vigarano        | Interclub Muggia    | 61-52     | Aleotti   |
| 2011     | Montelepre        | Battipaglia     | Juvenilia R. Emilia | 76-55     | Bona      |
| 2012     | Santa Marinella   | Reyer Venezia   | Santa Marinella     | 60-45     | Bolognesi |
| 2013     | Torino/Moncalieri | Vigarano        | Futura Brindisi     | 65-43     | Zanoli    |
| 2014     | Pessano con B.    | Olimpia Pesaro  | Santa Marinella     | 52-40     | Silvi     |
| 2015     | Costa Masnaga     | S. R. Pordenone | Ostia               | 62-48     | Gianolla  |

## Vincitori
| Vittorie | Squadra                         | Edizione   |
| -------- | ------------------------------- | ---------- |
| 2        | Pallacanestro Vigarano          | 2010, 2013 |
| 1        | Cestistica Azzurra Orvieto      | 2009       |
| 1        | Nuova Pallacanestro Battipaglia | 2011       |
| 1        | Reyer Venezia Mestre            | 2012       |
| 1        | Olimpia Sport’s School Pesaro   | 2014       |
| 1        | Sistema Rosa Pordenone          | 2015       |